# The Queen Is Dead
The Queen Is Dead er titlen på det tredje album fra The Smiths og blev udgivet i 1986. Det opfattes af de fleste som bandets højdepunkt. 
Mange betragter albummet som at være blandt de bedste albums nogensinde udgivet pga. klassiske pop- og rocksange som The Boy with the Thorn in His Side, There Is a Light and It Never Goes Out og den sørgmodige klassiker I Know It's Over, der af BBCs lyttere blev kåret til den mest triste sang nogensinde næstefter Radioheads Fake Plastic Trees.

## Track listing
Alle sange er skrevet og produceret af Morrissey/Marr undtagen "Take Me Back to Dear Old Blighty" som er skrevet af Mills/Godfrey-Scott. 
1. "The Queen Is Dead" (medley) 6:24
2. "Frankly, Mr. Shankly" 2:17
3. "I Know It's Over" 5:48
4. "Never Had No One Ever" 3:36
5. "Cemetry Gates" 2:39
6. "Bigmouth Strikes Again" 3:12
7. "The Boy with the Thorn in His Side" 3:15
8. "Vicar in a Tutu" – 2:21
9. "There Is a Light That Never Goes Out" 4:02
10. "Some Girls Are Bigger Than Others" 3:14

## Trivia
- I 1996 udgav det franske magasin 'Les Inrocks' 'The Smiths Is Dead' for at fejre tiåret for hvad magasinet mente var et af de mest betydningsfulde album fra 80'erne. 'The Smiths Is Dead' er et cover album af 'The Queen Is Dead'.

 Der er for få eller ingen kildehenvisninger i denne artikel, hvilket er et problem. Du kan hjælpe ved at angive troværdige kilder til de påstande, som fremføres i artiklen.